# Cairo Challenger 1988
Il Cairo Challenger 1988 è stato un torneo di tennis facente parte della categoria ATP Challenger Series nell'ambito dell'ATP Challenger Series 1988. Il torneo si è giocato a Il Cairo in Egitto dal 7 al 13 marzo 1988 su campi in terra rossa.

## Vincitori

### Singolare
Jordi Arrese ha battuto in finale  Carlos Di Laura con il punteggio di 7–6, 6–2

### Doppio
Josef Čihák /  Cyril Suk hanno battuto in finale  Roberto Argüello /  Marcelo Ingaramo con il punteggio di 6–3, 6–2